# Мужская сборная Венесуэлы по баскетболу
Мужская сборная Венесуэлы по баскетболу — национальная баскетбольная команда, представляющая Венесуэлу на международной баскетбольной арене. Команда была образована в 1938 году. Наивысшим достижением является завоёванная в 2015 году золотая медаль чемпионата Америки 2015 года.

## История
Дебют сборной Венесуэлы на международной арене состоялся в 1938 году на играх Центральной Америки и Карибского бассейна. В 1955 году венесуэльцы приняли участие в первых Панамериканских играх, где заняли последнее 6-е место. Долгое время единственных успехов южноамериканцы добивались лишь в рамках Боливарианских и Южноамериканских игр. Период расцвета сборной Венесуэлы пришёлся на начало 90-х. Сначала южноамериканцы смогли пробиться на мировое первенство 1990 года, где на групповом этапе стали третьими, обыграв при этом сборную Анголы 83:77. По итогам второго группового этапа и классификационного раунда венесуэльцы заняли итоговое 11-е место. В 1991 году Венесуэле было доверено право провести Южноамериканский чемпионат, который они впоследствии и выиграли. Очень успешно сложился для венесуэльцев чемпионат Америки 1992 года, где они смогли стать серебряными призёрами, уступив в финале американской Dream Team. Этот результат позволил венесуэльцам впервые в истории квалифицироваться на летние Олимпийские игры. 
Игры 1992 года в Барселоне сложились для сборной Венесуэлы не слишком удачно. На групповом этапе в пяти матчах была одержана только одна победа. В заключительном матче, который уже не имел никакого турнирного значения была обыграна сборная Китая 96:88. В классификационном раунде венесуэльцы сначали уступили сборной Испании, а в поединке за 11-е место обыграли Анголу. 
В начале 2000-х венесуэльцы дважды становились участниками мировых первенств, но и на чемпионате 2002 года и на первенстве 2006 года южноамериканцы занимали места в нижней половине итоговой таблицы. В 2005 году сборная Венесуэлы вновь смогла попасть в число призёров континентального первенства, заняв третье место. В 2012 году венесуэльцы получили хорошую возможность завоевать путёвку на летние Олимпийские игры 2012 года в Лондон. Южноамериканцам было доверено право провести олимпийский квалификационный турнир. На предварительном этапе венесуэльцы обыграли сборную Нигерию 71:69, а затем уступили Литве 82:100. Для выхода в четвертьфинал венесуэльцам было необходимо, чтобы литовская сборная обыграла нигерийцев, но довольно неожиданно африканская сборная одержала победу и по дополнительным показателям Венесуэла осталась на последнем месте в своей группе.
В 2015 году сборная Венесуэлы впервые в своей истории смогла завоевать золото чемпионата Америки, победив в финале Аргентину 76:71. Эта победа позволила венесуэльцам напрямую пробиться на летние Олимпийские игры 2016 года в Рио-де-Жанейро.

## Результаты выступлений

### Олимпийские игры
| \| Год \| И \| В \| П \| Мячи \| Место \| \| ----------- \| -------------- \| -------------- \| -------------- \| -------------- \| -------------- \| \| 1936 — 1988 \| Не участвовали \| Не участвовали \| Не участвовали \| Не участвовали \| Не участвовали \| \| 1992 \| 7 \| 2 \| 5 \| 573:619 \| 11-е \| \| 1996 — 2012 \| Не участвовали \| Не участвовали \| Не участвовали \| Не участвовали \| Не участвовали \| \| 2016 \| \| \| \| \| \| \| Всего \| 7 \| 2 \| 5 \| 573:619 \| \| |                | 1992: Ростин Гонсалес, Виктор Диас, Давид Диас, Мельквиадес Жарамильо, Александер Нельча, Иван Оливарес, Нельсон Солорсано, Омар Уолкотт, Луис Хименес, Сэм Шеферд, Карл Эррера, Габриэль Эстаба. Тренер: Хулио Торо |                |                |                |
| Год | И              | В | П              | Мячи           | Место          |
| 1936 — 1988 | Не участвовали | Не участвовали | Не участвовали | Не участвовали | Не участвовали |
| 1992 | 7              | 2 | 5              | 573:619        | 11-е           |
| 1996 — 2012 | Не участвовали | Не участвовали | Не участвовали | Не участвовали | Не участвовали |
| 2016 |                | |                |                |                |
| Всего | 7              | 2 | 5              | 573:619        |                |

### Чемпионаты мира
| \| Год \| И \| В \| П \| Мячи \| Место \| \| ----------- \| -------------- \| -------------- \| -------------- \| -------------- \| -------------- \| \| 1950 — 1986 \| Не участвовали \| Не участвовали \| Не участвовали \| Не участвовали \| Не участвовали \| \| 1990 \| 8 \| 4 \| 4 \| 739:776 \| 11-е \| \| 1994 — 1998 \| Не участвовали \| Не участвовали \| Не участвовали \| Не участвовали \| Не участвовали \| \| 2002 \| 5 \| 1 \| 4 \| 421:477 \| 14-е \| \| 2006 \| 5 \| 1 \| 4 \| 336:426 \| 21-е \| \| 2010 — 2014 \| Не участвовали \| Не участвовали \| Не участвовали \| Не участвовали \| Не участвовали \| \| 2019 \| 5 \| 2 \| 3 \| 355:366 \| 14-е \| \| Всего \| 23 \| 8 \| 15 \| 1851:2045 \| \| |                | 1990: Армандо Беккер, Ростин Гонсалес, Давид Диас, Александер Нельча, Иван Оливарес, Сесар Портильо, Нельсон Солорсано, Луис Хименес, Сэм Шеферд, Карл Эррера, Габриэль Эстаба, Хосе Эченике. Тренер: Хесус Кордовес |                |                |                |
| Год | И              | В | П              | Мячи           | Место          |
| 1950 — 1986 | Не участвовали | Не участвовали | Не участвовали | Не участвовали | Не участвовали |
| 1990 | 8              | 4 | 4              | 739:776        | 11-е           |
| 1994 — 1998 | Не участвовали | Не участвовали | Не участвовали | Не участвовали | Не участвовали |
| 2002 | 5              | 1 | 4              | 421:477        | 14-е           |
| 2006 | 5              | 1 | 4              | 336:426        | 21-е           |
| 2010 — 2014 | Не участвовали | Не участвовали | Не участвовали | Не участвовали | Не участвовали |
| 2019 | 5              | 2 | 3              | 355:366        | 14-е           |
| Всего | 23             | 8 | 15             | 1851:2045      |                |

| - 1955 — 6-е место - 1959 — 1971 — не участвовали - 1975 — 8-е место - 1979 — не участвовали - 1983 — 8-е место - 1987 — 8-е место - 1991 — 10-е место - 1995 — 2011 — не участвовали - 2015 — 7-е место - 1980 — 1984 — не участвовали - 1988 — 7-е место - 1989 — 4-е место - 1992 — - 1993 — 6-е место - 1995 — 9-е место - 1997 — 7-е место - 1999 — 5-е место - 2001 — 5-е место - 2003 — 5-е место - 2005 — - 2007 — 8-е место - 2009 — 9-е место - 2011 — 5-е место - 2013 — 5-е место - 2015 — | - 1930 — 1960 — не участвовали - 1961 — 8-е место - 1963 — 1977 — не участвовали - 1979 — 5-е место - 1981 — 1983 — не участвовали - 1985 — 4-е место - 1987 — - 1989 — не участвовали - 1991 — - 1993 — - 1995 — 4-е место - 1997 — - 1999 — - 2001 — - 2003 — 4-е место - 2004 — - 2006 — 4-е место - 2008 — - 2010 — 4-е место - 2012 — - 2014 — |

## Текущий состав
| Перейти к шаблону «Состав сборной Венесуэлы по баскетболу» | Состав сборной Венесуэлы по баскетболу |  |

| Поз. | №  | Имя                | Дата рождения (возраст)   | Рост   | Клуб         |
| ---- | -- | ------------------ | ------------------------- | ------ | ------------ |
| РЗ   | 5  | Грегори Варгас     | 18 февраля 1986 (39 лет)  | 180 см | Маккаби Хф   |
| АЗ   | 7  | Джорнан Самора     | 30 января 1989 (36 лет)   | 196 см | АЛМ Эврё     |
| АЗ   | 9  | Педро Чурио        | 13 марта 1990 (34 года)   | 186 см | Тродамундос  |
| ЛФ   | 10 | Хосе Варгас        | 23 января 1982 (43 года)  | 196 см | Гуарос       |
| ТФ   | 11 | Луис Бетельми      | 14 октября 1986 (38 лет)  | 200 см | Гуарос       |
| Ф    | 13 | Энтони Перес       | 29 сентября 1993 (31 год) | 205 см | Тродамундос  |
| ТФ   | 14 | Мигель Руис        | 20 декабря 1990 (34 года) | 202 см | Тродамундос  |
| Ц    | 15 | Винди Гратероль    | 10 сентября 1986 (38 лет) | 204 см | Бока Хуниорс |
| РЗ   | 19 | Хайсслер Жиллен    | 17 декабря 1986 (38 лет)  | 183 см | Гуарос       |
| ЛФ   | 21 | Дуайт Льюис        | 7 октября 1987 (37 лет)   | 198 см | Химнасия     |
| ТФ   | 23 | Майкл Каррера      | 7 января 1993 (32 года)   | 196 см | Тродамундос  |
| ТФ   | 43 | Нестор Кольменарес | 5 сентября 1987 (37 лет)  | 203 см | Гуарос       |